# Rosita Quiroga
Pour les articles homonymes, voir Quiroga.
Rosa Rodríguez Quiroga de Capiello, née entre 1896 et 1901 à Buenos Aires et morte le 16 octobre 1984 dans la même ville, plus connue comme Rosita Quiroga, est une chanteuse, parolière et compositrice argentine. Elle est la première chanteuse de tango venant d'un quartier pauvre de Buenos Aires, et est connue pour avoir interprété la première chanson enregistrée en Argentine, La musa mistonga.

## Biographie
Elle naît le 16 janvier 1896 ou le 13 janvier 1899, ou en 1901 ou le 16 janvier 1901. Chanteuse de tango de premier plan après 1920, son style, connu sous le nom de canyengue, est celui du côté le plus pauvre de la ville de Buenos Aires. Elle enregistre son premier album en 1923, intitulé Siempre criolla. La même année, elle est la première femme à faire ses débuts à la radio argentine, suivie d'autres femmes, notamment Azucena Maizani (en), Libertad Lamarque et Sofía Bozán. RCA Records la sponsorise quand elle devient animatrice radio. Son premier tango est La tipa avec le guitariste Enrique Maciel (en) et des paroles d'Enrique P. Maroni (es). Au début de sa carrière, elle forme un duo avec Rosita del Carril. Elle apprend la guitare avec Juan de Dios Filiberto (en). Quiroga et RCA commencent les enregistrements en Argentine en 1926. En 1930, elle se produit au théâtre Empire, et l'année suivante, elle enregistre quatre chansons, puis apparaît sporadiquement à la radio. En 1938, elle est la première interprète de tanto à se produire au Japon. Elle enregistre à nouveau en mars 1952. En 1970, elle se rend à Osaka, au Japon, sur invitation d'une association de tango qui porte son nom. Elle est créditée dans un film de 1976, El Canto cuenta su historia. Elle prend sa retraite quelques jours avant sa mort en 1984, à l'âge de 88 ans.